# Fåfängtjärnen
Fåfängtjärnen är en sjö i Skellefteå kommun i Västerbotten och ingår i Rickleåns huvudavrinningsområde. Sjön har en area på 0,0349 kvadratkilometer och ligger 276,3 meter över havet.

## Delavrinningsområde
Fåfängtjärnen ingår i det delavrinningsområde (715820-170964) som SMHI kallar för Mynnar i Tallträsket. Medelhöjden är 262 meter över havet och ytan är 1,88 kvadratkilometer. Räknas de 2 avrinningsområdena uppströms in blir den ackumulerade arean 22,24 kvadratkilometer. Aggbäcken som avvattnar avrinningsområdet har biflödesordning 3, vilket innebär att vattnet flödar genom totalt 3 vattendrag innan det når havet efter 76 kilometer. Avrinningsområdet består mestadels av skog (47 procent) och sankmarker (48 procent). Avrinningsområdet har 0,03 kvadratkilometer vattenytor vilket ger det en sjöprocent på 1,8 procent.